# Junta da Galiza
A Junta da Galiza (em galego: Xunta de Galicia, em castelhano: Junta de Galicia) aparece definida no Estatuto de Autonomia da Galiza como o órgão colegiado do governo da Galiza. É composta pelo presidente, vice-presidentes e conselheiros. Os vice-presidentes e os conselheiros são nomeados pelo presidente. As funções administrativas da Galiza são efectuadas através da Xunta e das conselharias. A Presidência da Junta da Galiza está sediada no Paço de Raxoi.
A Junta regula os seus próprios tributos, elabora as normas para gerir os impostos estatais e elabora e aplica o orçamento da Galiza. Tem também competências exclusivas, no que se refere a: organização das suas instituições de autogoverno e das comarcas e freguesias rurais como entidades próprias da Galiza; ordenação do território e do litoral, urbanismo e habitação; actuações em relação às instituições do Direito Civil galego; normas processuais e procedimentos administrativos que derivem do Direito especificamente galego ou da organização dos poderes públicos; obras públicas; vias férreas, estradas e transporte; portos, aeroportos e heliportos; aproveitamentos florestais, hidráulicos e relativos à energia eléctrica; águas minerais e termais; pesca nos rios e águas interiores; feiras e mercados; artesanato, património artístico, bibliotecas, museus, conservatórios de música e serviços de Belas Artes; fomento da cultura e da investigação; promoção e ensino da língua galega, do turismo e do desporto; assistência social; criação de uma Polícia Autonómica; regime das fundações; casinos, jogos e apostas; centros de contratação de mercadorias e valores; confrarias de pescadores, câmaras distintas e normas adicionais sobre protecção do ambiente.

## Conselharias
- Conselharia de Presidência, Administrações Públicas e Justiça
- Conselharia de Economia e Finanças
- Conselharia de Política Territorial, Obras Públicas e Transportes
- Conselharia de Educação e Ordenamento Universitário
- Conselharia de Saúde
- Conselharia de Pesca e Assuntos Marítimos
- Conselharia de Ambiente e Desenvolvimento Sustentável
- Conselharia de Trabalho
- Conselharia de Indústria, Turismo, Comércio e Inovação
- Conselharia de Cultura e Desporto
- Conselharia de Meio Rural
- Conselharia de Habitação e Solo

## Cargos
- Presidente: Alberto Núñez Feijóo (PPdeG)
- Conselheiro da Presidência, Administrações Públicas e Justiça: Alfonso Rueda Valenzuela (PPdeG)
- Conselheiro de Economia e Indústria: Javier Guerra (PPdeG)
- Conselheiro de Educação e Ordenamento Universitário: Jesús Vázquez Abad (PPdeG)
- Conselheira de Saúde: Pilar Farjas (PPdeG)
- Conselheira do Mar: Rosa Quintana Carballo (PPdeG)
- Conselheiro do Ambiente, Território e Infraestruturas : Agustín Hernández Fernández de Rojas (PPdeG)
- Conselheira de Trabalho e Bem-Estar: Beatriz Mato Otero (PPdeG)
- Conselheiro de Cultura e Turismo: Roberto Varela Fariña (PPdeG)
- Conselheiro de Meio Rural: Samuel Jesús Suárez Casado (PPdeG)
- Conselheira de Finanças: Marta Fernández Currás (PPdeG)

## Lista de presidentes
- Antonio Rosón Pérez (União de Centro Democrático) (1977-1979)
- Xosé Quiroga Suárez (União de Centro Democrático) (1979-1981)
- Xerardo Fernández Albor (Aliança Popular) (1981-1987)
- Fernando Ignacio González Laxe (Partido Socialista Obrero Español) (1987-1990)
- Manuel Fraga Iribarne (Partido Popular) (1990-2005)
- Emilio Pérez Touriño (Partido dos Socialistas da Galiza) (2005-2009)
- Alberto Núñez Feijóo (Partido Popular) (2009-)